# Pinus radiata
Il pino di Monterey (Pinus radiata D.Don) è un albero appartenente alla famiglia delle Pinaceae.

## Descrizione

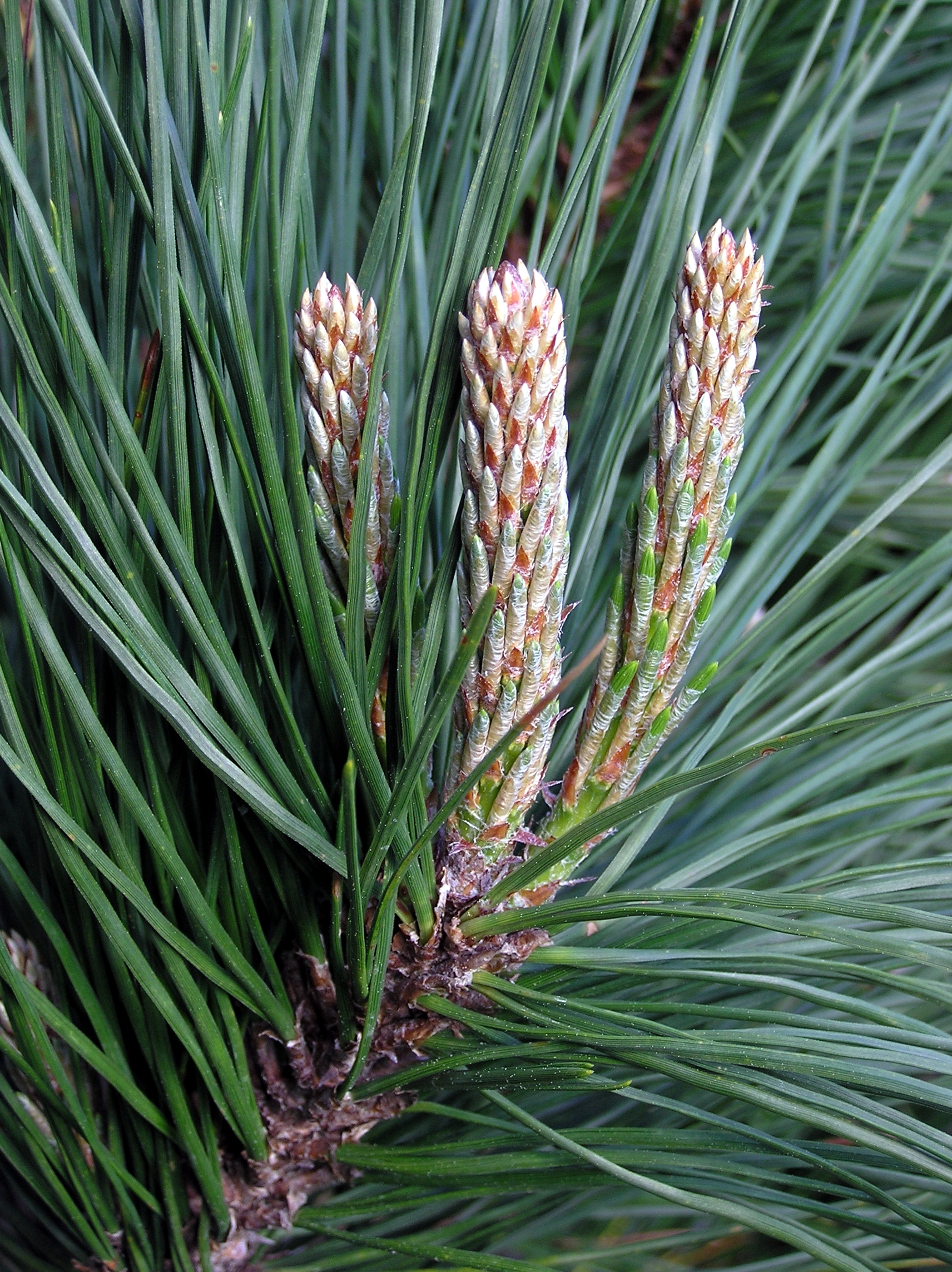
Dettaglio delle foglie

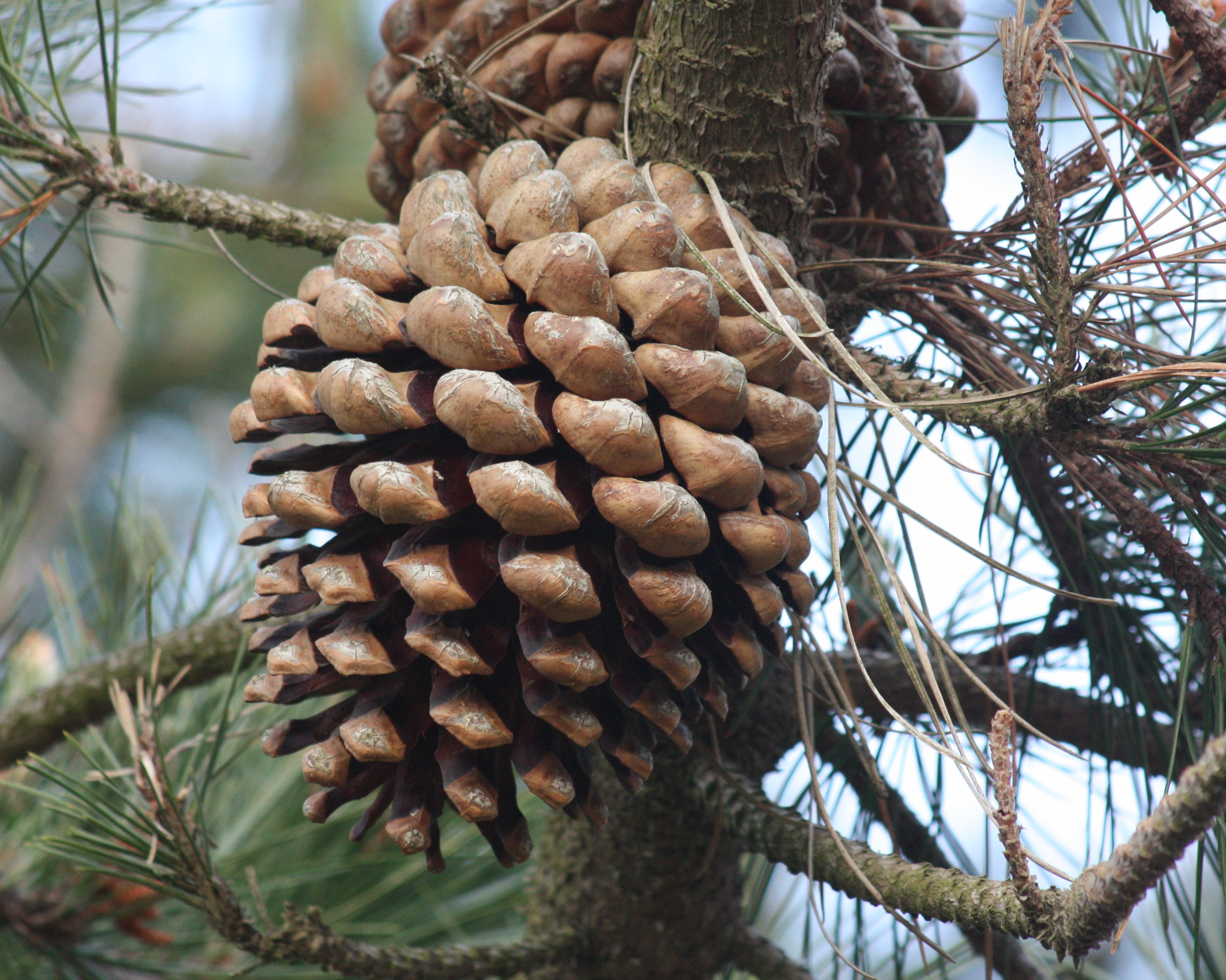
Cono maturo

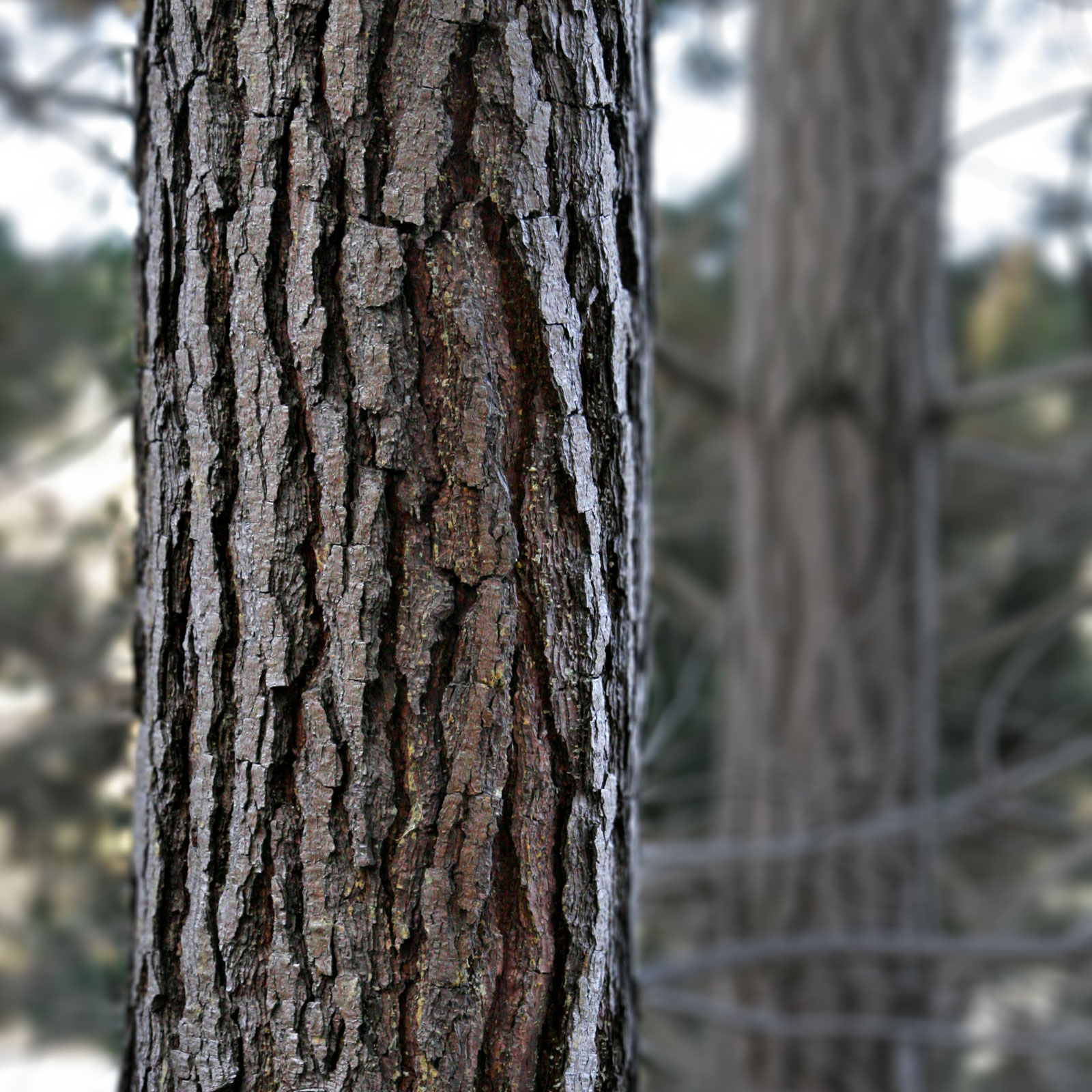
Dettaglio della corteccia

### Portamento
Il portamento è arboreo; l'albero può raggiungere i 30 m di altezza. La forma della chioma è a cono largo.

### Corteccia
La corteccia è di colore grigio scuro e presenta delle evidenti fessurazioni. 

### Foglie
Le foglie sono aghiformi, esili e possono raggiungere i 15 cm di lunghezza. Sono portate da rami grigio-verdi in gruppi di 3, e presentano una colorazione verde lucente.

### Strobili
Gli strobili, che sono persistenti e durano diversi anni, sono di colore marrone a maturità, lunghi fino a 12 cm e a forma di cono.

### Fiori
I fiori sono portati da rami giovani e compaiono all'inizio dell'estate. Quelli femminili sono di colore rosso-viola, mentre quelli maschili hanno una colorazione più tendente al giallo-marrone. 

## Distribuzione e habitat
Il Pinus radiata è originario della California e cresce su pendii aridi nelle zone costiere.